# 로터스 자동차
로터스 자동차(영어: Lotus Cars Ltd.)는 영국의 스포츠카 제조업체로, 1952년에 콜린 채프먼에 의해 설립되었다. 800kg 정도의 무게를 가진 경량 스포츠카인 엘리스(Elise) 와 엑시지(Exige)로 잘 알려져 있다.
현재는 말레이시아의 프로톤(Proton) 자동차 회사에 매각되었다. 로터스는 자동차의 이름을 알파벳 E로 시작하는 낱말로 짓는 것으로 유명하다. 엘란(Elan), 에스프리(Esprit), 유로파(Europa), 엑셀(Excel), 에보라(Evora) 등 로터스 자동차의 거의 모든 차종의 이름은 알파벳 E로 시작한다. 또한 로터스 자동차의 전 차종은 수동변속기가 기본 적용되며, 기존 차종에서는 자동변속기를 선택할 수 없지만, 에보라 IPS 차종만은 자동변속기가 기본 적용된다.

## 창업까지
1947년, 당시 런던 대학의 학생인 콜린 채프먼은 부업으로서 중고차 판매업을 영위하고 있어 거기서 너무나 구식인 모아 두어 팔리지 않고 남은 1928년형 오스틴·7(세븐)을 자신용의 레이싱 카에 개조하는 것을 생각해 냈다.
그는 사업 파트너인 코린·데아, 디 렉·웨톤, 헤이젤·윌리암스 들과 함께 구식의 샤시를 비롯하는 대부분을 다시 만들어 다른 차라고 말해도 좋을 만큼의 대폭적인 개조를 베풀었다.
이 작업은 런던의 뮤 셀·힐에 있던 윌리암스의 친가의 차고에서 행해졌다고 한다.
완성한 차는 다른 차로서 등록되어 다음 1948년에는 마이너 레이스에 참전한다.
그러나 체프먼은 이 차의 베이스가 된 오스틴·7의 엔진 파워에서는 본격적인 레이스에 참전하는 것은 불충분이라고 생각하고 있어 곧바로보다 강력한 포드제 「포드 8」엔진을 탑재한 다음 모델의 구상에 착수한다.
이 차기 모델은 로터스 라고 명명되어 1949년에 완성했다. 이것이 최초로 로터스로 불린 차이다.
로터스는 체프만이 완성시킨 2번째의 차인 것부터 마크 2로 불려 거기에 따라 최초의 차는 마크 1으로 불리게 되었다.
마크 2는 완성하자마자 게다가 강력한 「포드 10」엔진으로 환장 되어 레이스에 참전하는 것은 다음 1950년부터되었다.
마크 2는 높은 전투력을 발휘해, 체프만과 헤이젤의 손으로 종합 우승 4회, 클래스 우승 4회로 좋은 성적을 올린다.
특히 동년 6월 3일에 실버 돌로 개최된 에이트 클럽 주최의 레이스에서는, 현재의 F1머신에 해당되는 그랑프리 레이서의 브가티·타입 37으로 경쟁해, 우승해 버린다.
상대가 형태 빠짐의 GP레이서라고 해도, 무명의 차고 작성의 레이싱 카가 승리한 것은 경이이며, 체프만은 많이 주목받게 된다.마크 2는 첫 고객이 되는 마이크·로손에 매각되어 그 후도 좋은 성적을 올렸다.
체프만은 보다 본격적인 레이싱 카의 개발에 착수해, 새로운 협력자로서 마이클과 나이젤의 알렌 형제를 맞이해 그들이 소유하고 있던 교외의 차고에서 판매를 목적으로 한 레이싱 카, 마크 3, 마크 4를 완성시킨다.
특히 마크 3은 당시의 영국에서 인기가 있던 포뮬러 750 카테고리로 비길 데 없음의 힘을 발휘해, 로터스의 이름은 착실하게 높아지고 있었다.
본격적인 레이싱 카 제조 판매를 목표로 하고 있던 체프만은, 마크 3의 성공에 의해, 드디어 시판 모델의 구상에 착수한다.
지금까지의 원 오프에 가까운 모델이란 달라, 최초부터 양산을 상정한 모델은 마크 6으로 불려 그 실현이기 때문에 체프먼은 마이클 알렌과 함께
1952년 1월 1일, 런던의 혼지, 토튼햄 거리에 로터스·엔지니어링을 설립했다.

## 대한민국 시장 진출
로터스 자동차는 2007년 LK카스를 통해 대한민국 자동차 시장에 처음 진출했으며, 이어 J오토가 로터스 자동차의 차종 5종(엘리스, 엑시지, 유로파, 에보라, 2-일레븐)을 판매했다. 2011년부터는 모토쿼드라는 회사가 수입과 판매권을 넘겨받아 '로터스코리아'라는 이름으로 판매를 계속하였으나 한동안 영업활동이 사실상 중단되어 왔다. 2015년 하반기부터 LK Auto Co., LTD.를 통해서 로터스코리아는 영업을 재개하고 있고 기존 차량 외에 Evora400, 3-Eleven 등을 신규 런칭하면서 활발하게 활동하고 있다.